# Franz Windhager (Architekt)
Franz Windhager (* 7. Jänner 1906 in Bad Ischl; † 30. Juli 1993 in Salzburg) war ein österreichischer Architekt.

## Leben und Wirken
Franz Windhager wurde in Bad Ischl geboren. Er absolvierte ein Architekturstudium (Dipl.-Ing.) und war als Architekt in Salzburg tätig. Sein Werk umfasst hauptsächlich Kirchenbauten, so plante er etwa die Kirche Maria an der Straße in Pfandl oder gemeinsam mit Clemens Holzmeister den Umbau der Salzburger Andräkirche. Franz Windhager war mit der Schriftstellerin Juliane Windhager verheiratet. Das Grab befindet sich am Friedhof Salzburg-Aigen.

## Bauten

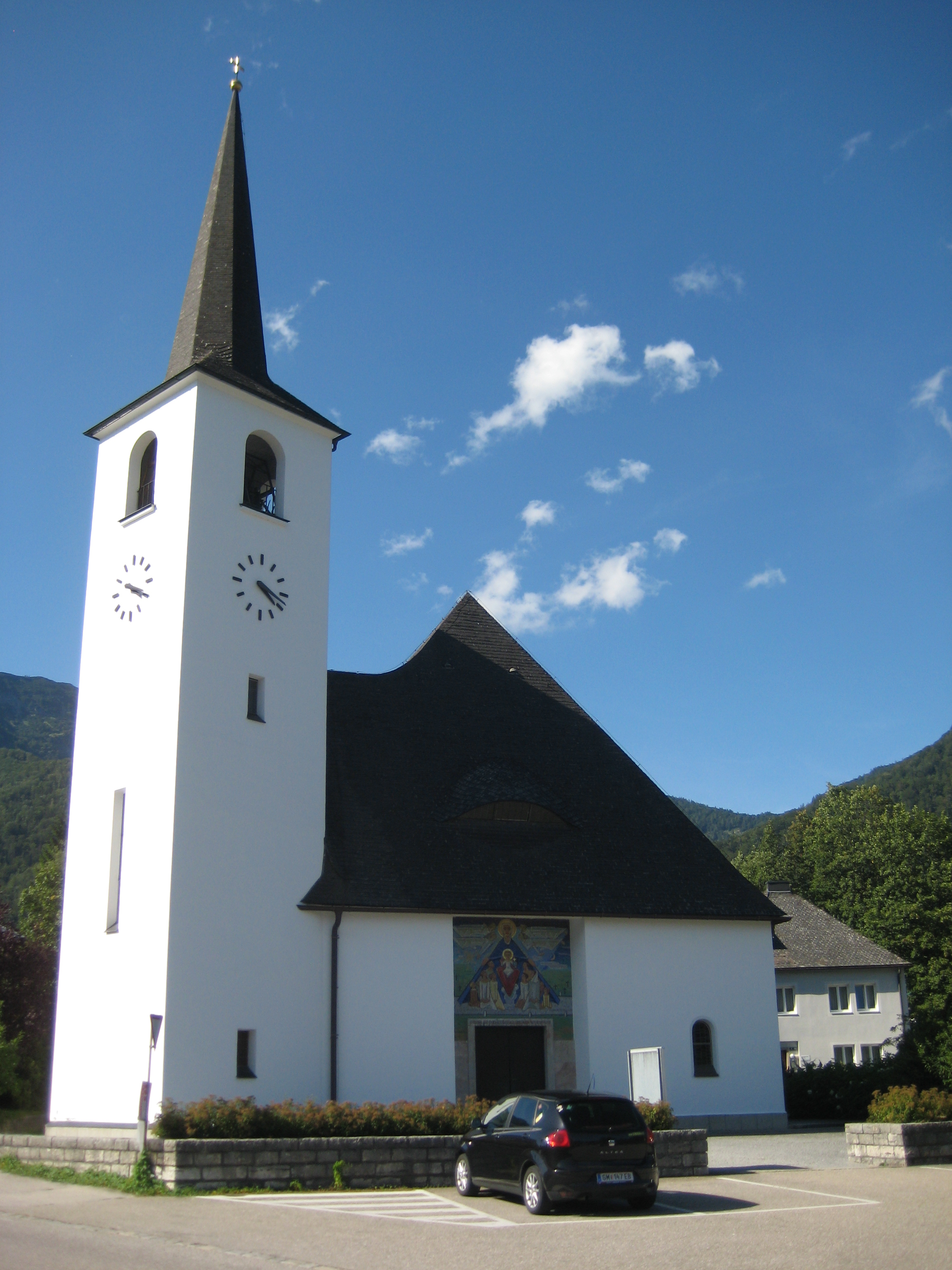
Pfarrkirche Pfandl bei Bad Ischl
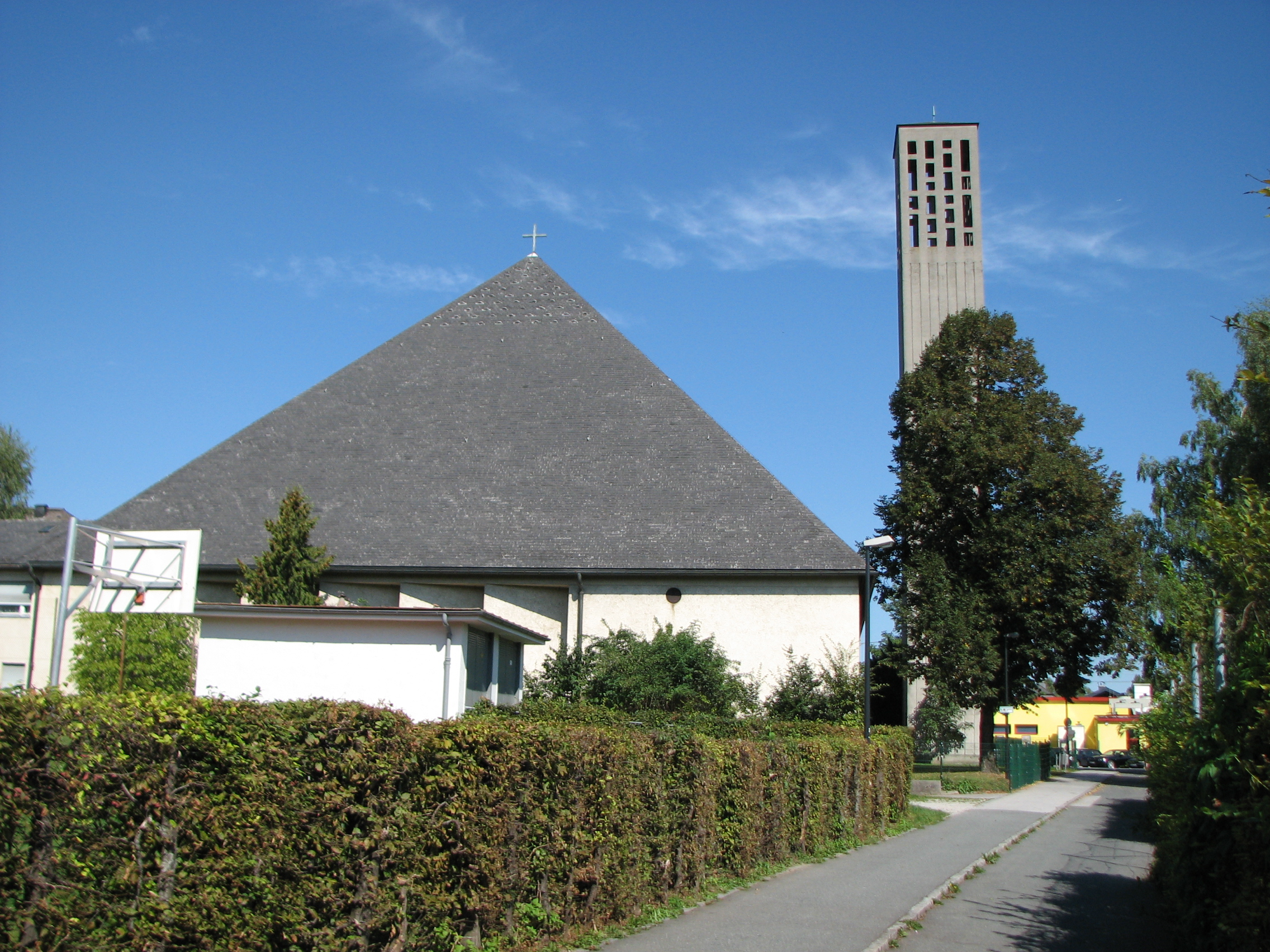
Pfarrkirche Salzburg-Taxham
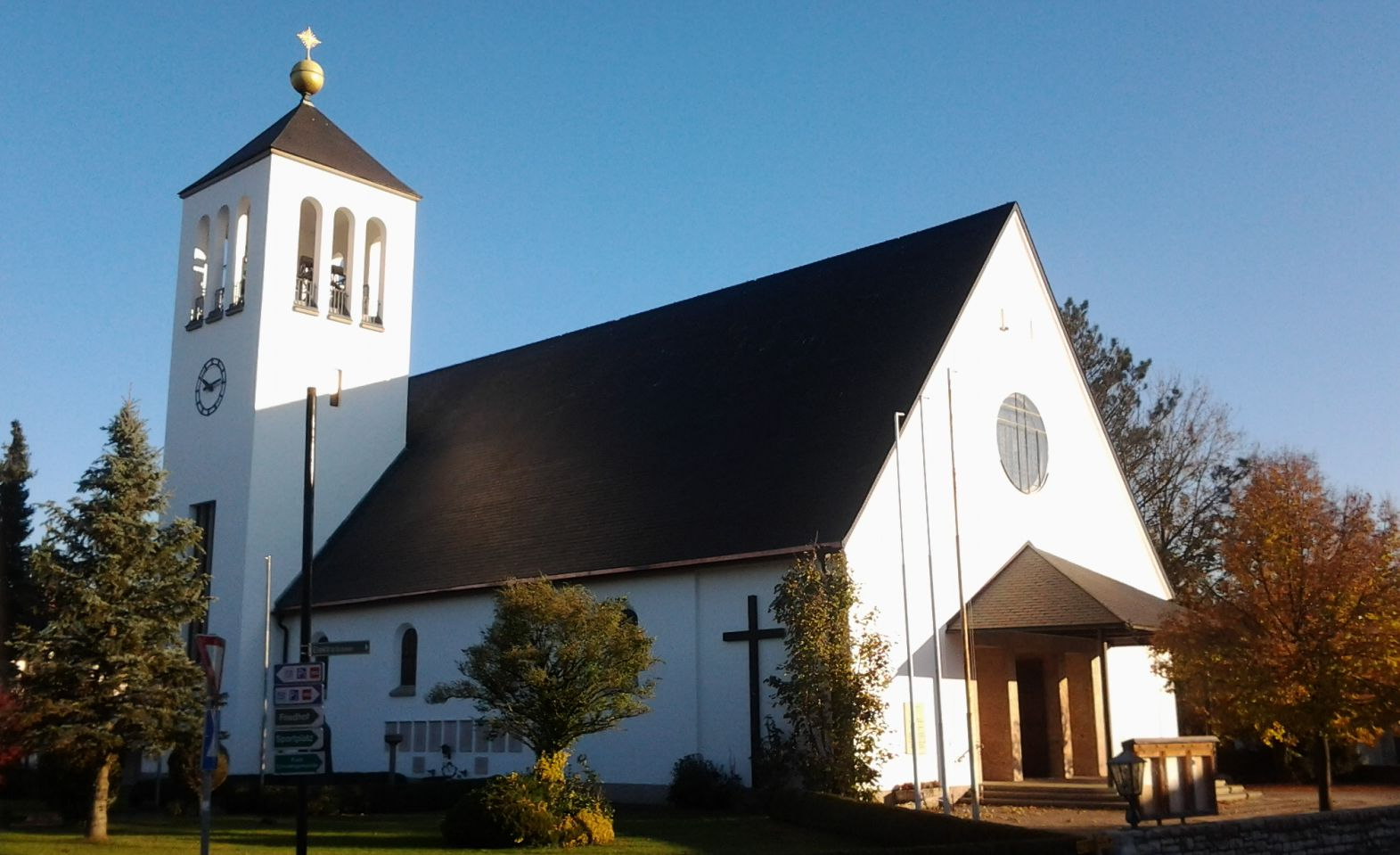
Pfarrkirche Bürmoos
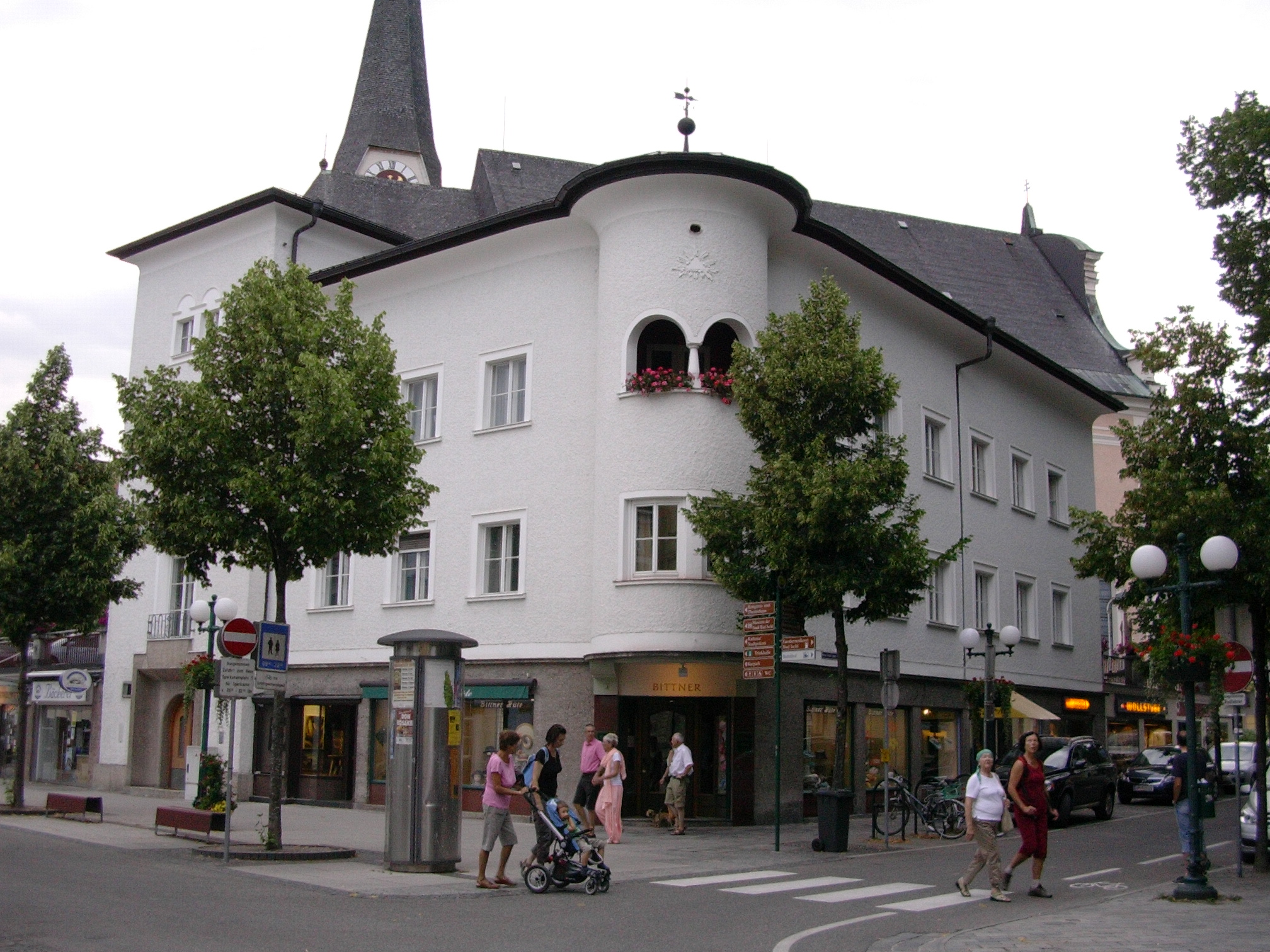
Pfarrhof Bad Ischl

- 1937 Pfarrhof Bad Ischl, Auböckplatz
- 1955–1956 Pfarrkirche Bürmoos[1]
- 1956–1958 Pfarrkirche Pfandl, Bad Ischl
- 1960 Umbau Wallfahrtskirche Maria Bühel[2], Oberndorf bei Salzburg
- 1961 Umbau Gasthof Kohlpeter in Salzburg-Liefering
- 1963–1968 Pfarrkirche Salzburg-Taxham[3]
- 1967 Pfarrkirche Vorderthiersee
- 1969–1972 Umbau Pfarrkirche Salzburg-St. Andrä
- 1970 Reformations-Gedächtnis-Kirche (Munderfing)[4]